# Paul Peschke (Bildhauer)
Paul Franz Peschke (* 26. August 1907 in Wien; † 19. Dezember 1991 ebenda) war ein österreichischer Bildhauer und ab 1967 Präsident des Künstlerverbandes österreichischer Bildhauer.

## Leben
Peschke studierte an der Wiener Akademie der bildenden Künste und war Schüler von Carl Wollek. Nach dem Studium wurde er dessen Assistent und bei Josef Müllner.

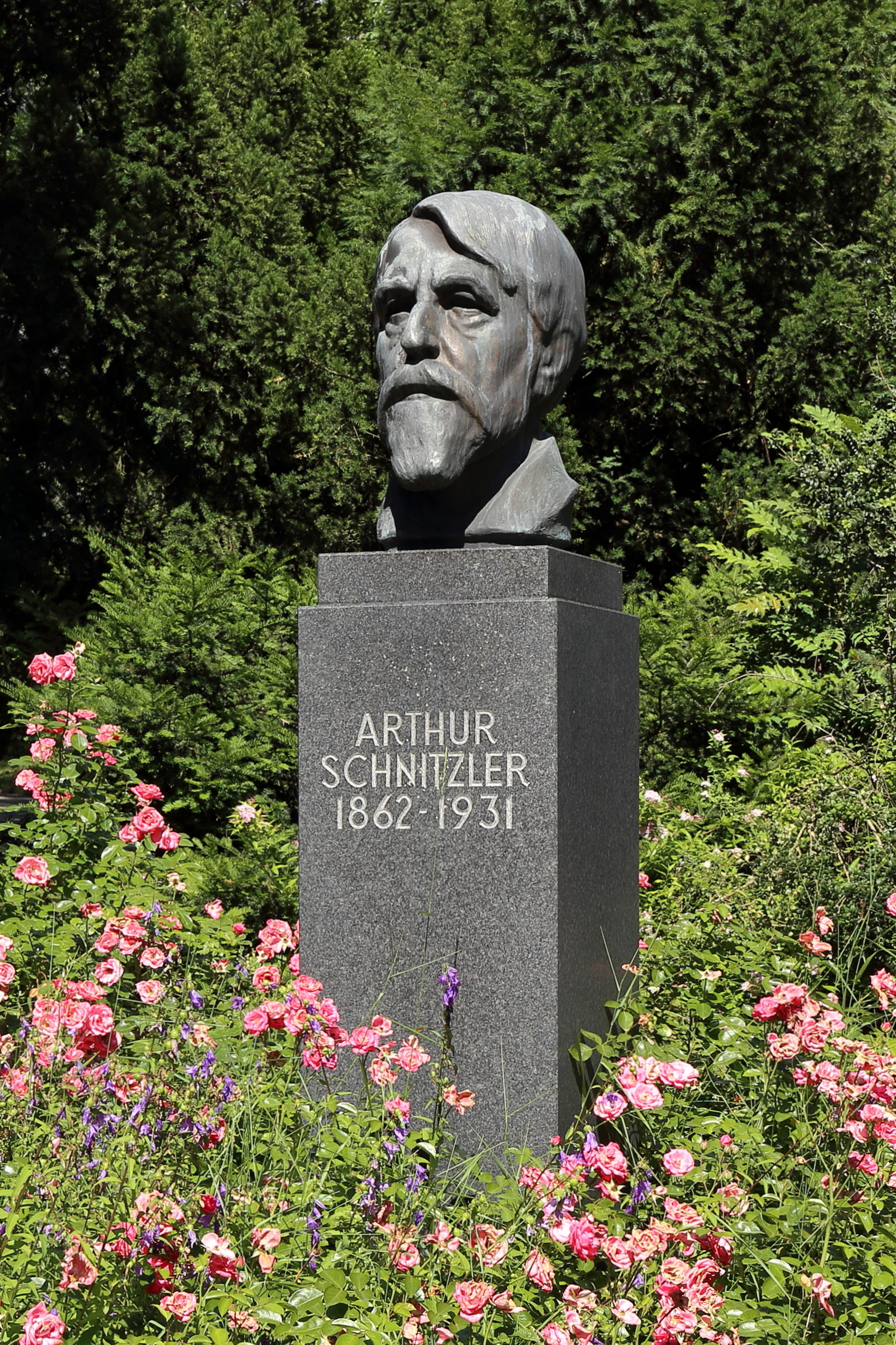
Schnitzler-Denkmal (1982)

Zu seinen Werken gehören die Büsten für Hermann Gmeiner (aufgestellt im Hermann-Gmeiner-Park; Enthüllung am 23. Juni 1993) und Arthur Schnitzler (aufgestellt im Türkenschanzpark; Enthüllung am 13. Mai 1982). Zahlreiche Werke von ihm befinden sich in Kirchen, so unter anderem in Unterheiligenstadt sowie in den niederösterreichischen Kirchen von Loosdorf, Maria Taferl, Mistelbach und Weißenkirchen in der Wachau.
Verheiratet war er mit der akademischen Bildhauerin Susanne Peschke-Schmutzer (* 12. Juli 1911 Wien; † 18. Juli 1991 ebenda), der Tochter von Ferdinand Schmutzer.
Peschke starb mit 84 Jahren und wurde am 28. Jänner 1992 im Familiengrab der Schmutzers auf dem Döblinger Friedhof begraben.